# Lowell (Wisconsin)
Lowell es una villa ubicada en el condado de Dodge en el estado estadounidense de Wisconsin. En el Censo de 2010 tenía una población de 340 habitantes y una densidad poblacional de 125,98 personas por km².

## Geografía
Lowell se encuentra ubicada en las coordenadas 43°20′1″N 88°48′49″O / 43.33361, -88.81361. Según la Oficina del Censo de los Estados Unidos, Lowell tiene una superficie total de 2.7 km², de la cual 2.58 km² corresponden a tierra firme y (4.51%) 0.12 km² es agua.

## Demografía
Según el censo de 2010, había 340 personas residiendo en Lowell. La densidad de población era de 125,98 hab./km². De los 340 habitantes, Lowell estaba compuesto por el 99.41% blancos, el 0.29% eran afroamericanos, el 0.29% eran amerindios, el 0% eran asiáticos, el 0% eran isleños del Pacífico, el 0% eran de otras razas y el 0% pertenecían a dos o más razas. Del total de la población el 1.47% eran hispanos o latinos de cualquier raza.